# カモテス諸島

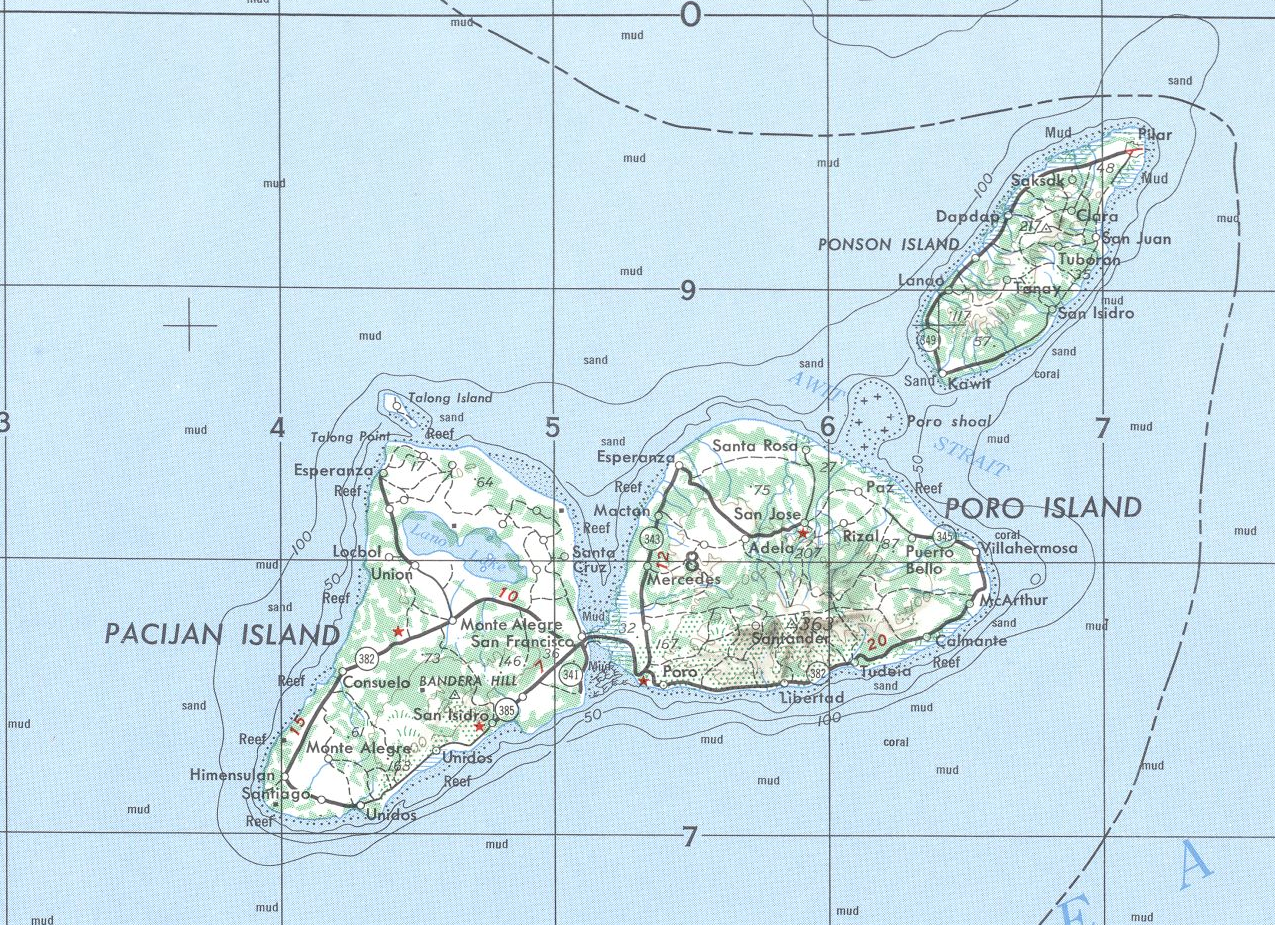
カモテス諸島

カモテス諸島（カモテスしょとう、英語: Camotes Islands）は、フィリピン中部ビサヤ諸島の中央部、レイテ島とセブ島に囲まれた小さな海域カモテス海に浮かぶ4つの島からなる諸島である。行政区域はセブ州に属している。
西からパシハン島（Pacijan、別名サンフランシスコ島）、ポロ島 (Poro)、ポンソン島 (Ponson) に分かれ、さらに小さなトゥラン島 (Tulang) がパシハン島の北に接している。パシハン島とポロ島は実際は舗装道路でつながっており、ポンソン島はポロ島から4km離れて東に浮かんでいる。
4つの町があり、サンフランシスコ町はパシハン島（サンフランシスコ島）に、ポロ町とトゥデラ町 (Tudela) はポロ島に、ピラー町 (Pilar) がポンソン島にある。パシハン島にはセブ島からの船で2時間ほどかかる。
カモテス諸島は低い島々である。丘はパシハン島に一つ、ポロ島に一つあるだけであり、通信会社が中継基地に使っている。パシハン島には長さ2kmの湖があり新鮮な水がある。これらの島の植生はほとんどが椰子の木であり、さまざまな果樹やほかの木々もある。島ではゆっくりとした農耕が行われており、交通はバイクが主流である。
島には小規模な宿泊施設しかないが喧騒とは程遠く、海や砂浜は美しく秘境中の秘境といえる。今後はカモテス諸島の観光開発も進む予定である。
歴史的には太平洋戦争中のレイテ島の戦いに伴う日本軍とアメリカ軍の激戦地である。